# César Martín Ortiz
César Martín Ortiz, (Salamanca, 1958 - Jaraíz de la Vera, 17 de diciembre de 2010) fue escritor y profesor salmantino afincado en Jaraíz de la Vera, Cáceres. Practicó diversos géneros: novela, relato, poesía, destacando sobre todo en esta última.

## Biografía
Nació en Salamanca en 1958. Realizó estudios de Filología Hispánica en esta misma ciudad y fue profesor de Lengua Castellana y Literatura en bachillerato desde 1982.
Fue un lector empedernido, escritor obstinado, analista lúcido de todos los aspectos de la realidad humana; ácido a veces, irónico otras, censor siempre compasivo.
Estudió Filología para conocer más el mundo de la literatura y recaló en Jaraíz de la Vera (Cáceres) como profesor de instituto. Allí vivió, escribió y murió inesperadamente a los 52 años.
Dejó tras su muerte una extensa colección de textos inéditos, los cuales están siendo publicados paulatinamente.

## Obras

### Poesía
- Dedicatoria o despedida, Diputación Provincial de Soria, 1990 (VIII Premio "Leonor de Poesía"). ISBN 978-84-86790-07-7
- Toques de tránsito, Sociedad de Cultura "Valle-Inclán", El Ferrol, 1995 (XIV Accésit del Premio "Esquío" de Poesía). ISBN 978-84-86046-70-5
- Poesía completa, Editora Regional de Extremadura, Mérida, 2022. ISBN 978-84-9852-714-8

### Relato
- Un poco de orden, Institución Cultural “El Brocense”, Cáceres, 1997 (VI Premio de Cuentos "Ciudad de Coria"). ISBN 84-86854-81-4

Reeditado en Amazon KDP, 2021. ISBN 979-8481813417
- Nuestro pequeño mundo, Editora Regional de Extremadura, Mérida, 2000. ISBN 84-7671-589-7

Reeditado en Amazon KDP, 2021. ISBN 979-8480378795
- Paso de contarlo, Asociación Cultural "Alcancía", Plasencia, 2004. ISBN 84-933494-1-0

Reeditado en Amazon KDP, 2021. ISBN 979-8481622460
- Cien centavos, Ediciones Baile del Sol, Tenerife, 2015. ISBN 978-8416320-80-6

### Novela
- Necrosfera, Ediciones Baile del Sol, Tenerife, 2018. ISBN 978-84-17263-09-6
- De corazones y cerebros, Ediciones Baile del Sol, Tenerife, 2019. ISBN 978-84-17263-50-8
- A sus negras entrañas, Ediciones Baile del Sol, Tenerife, 2021. ISBN 978-84-17263-96-6

### Publicaciones colectivas
- Fragmento de Dedicatoria o despedida en Las palabras de paso. Poetas en Salamanca 1976-2001, Amarú Ediciones, Salamanca, 2001. ISBN 84-8196-141-8
- Daniel en Ficciones. La narración corta en Extremadura. Antología, Editora Regional de Extremadura, Mérida, 2001. ISBN 84-7796-059-3

Reeditado el relato en Cerralbo y Daniel, Amazon KDP, 2021. ISBN 979-8482220245
- Cerralbo, en Relatos al atardecer, Editora Regional de Extremadura, Mérida, 2002.

Reeditado el relato en Cerralbo y Daniel, Amazon KDP, 2021. ISBN  979-8482220245
- A la pérdida del tiempo buscado en Gaveta de gavetas, Editora Regional de Extremadura, Mérida, 2006. ISBN 84-7671-884-5

Reeditado el relato en Cien centavos, Ediciones Baile del Sol, Tenerife, 2015. ISBN 978-8416320-80-6
- Fragmento de Dedicatoria o despedida en Premio Leonor de poesía. Antología. 25 aniversario (1981-2006), Diputación Provincial de Soria, 2007. ISBN 84-96695-17-4
- Cerrralbo en 5 lugares, 5 relatos, Editora Regional de Extremadura, Mérida, 2009. ISBN 978-84-9852-224-2

## Reseñas y artículos
- Reseña de Poesía Completa en PlanVE - con VE de libro: https://planvex.es/web/2022/12/cesar-martin-ortiz-poeta/
- Reseña de Poesía Completa en Extremadura 21: https://extremadura21.com/2022/11/20/acopio-de-poesia-en-otono-para-pasar-el-invierno/
- Reseña de A sus negras entrañas en Devaneos: http://www.devaneos.com/literatura-espanola/a-sus-negras-entranas-cesar-martin-ortiz/
- Artículo de Ximena de la Quadra-Salcedo en Todoliteratura sobre la trilogía de novelas: https://www.todoliteratura.es/movil/noticia/55042/literatura/la-trilogia-postuma-de-cesar-martin-ortiz-un-autor-imprescindible.html
- Reseña de A sus negras entrañas en Letras Corsarias: https://preview.mailerlite.com/r2s8z5/1688474998060094941/k4g9/
- Reseña de Necrosfera en El Periódico de Extremadura: https://www.elperiodicoextremadura.com/noticias/opinion/luz-postuma_1233344.html
- ¿Qué lee un escritor en cuarentena? Gonzalo Hidalgo Bayal recomienda De corazones y cerebros en El Cultural: https://elcultural.com/que-lee-un-escritor-en-cuarentena
- Reseña de De corazones y cerebros en Devaneos: http://www.devaneos.com/literatura-espanola/de-corazones-y-cerebros-cesar-martin-ortiz/
- Reseña de Cien centavos en Top Cultural: http://topcultural.es/2015/11/26/baile-del-sol-publica-cien-centavos-los-relatos-postumos-de-cesar-martin-ortiz/
- Reseña de De corazones y cerebros en PlanVE - con VE de libro: https://planvex.es/web/2019/12/cesar-martin-ortiz/
- Eloy Tizón recomienda Cien centavos en una entrevista para El Cultural: https://elcultural.com/eloy-tizon-mis-lectores-son-lo-mejor-que-tengo-los-quiero-mucho
- La "parte positiva" del intolerable tren a Extremadura (la lectura de Cien centavos): https://elasombrario.com/parte-positiva-intolerable-tren-extremadura/
- Reseña de Necrosfera en PlanVE - con VE de libro: https://planvex.es/web/2018/08/humus-juan-ramon-santos/
- Reseña de Necrosfera en El País: Necrosfera: Un gran descubrimiento póstumo
- Gonzalo Hidalgo Bayal reseña Cien centavos: http://elblogdebailedelsol.blogspot.com/2018/04/resena-de-cien-centavos-de-cesar-martin.html
- Reseña de Cien centavos en PlanVE - con VE de libro: https://planvex.es/web/2016/03/menos-de-un-dolar/
- Artículo en Cuadernos Hispanoamericanos: https://cuadernoshispanoamericanos.com/un-narrador-esplendido-y-desconocido/
- El "cuentista" de César Martín Ortiz: http://arrebatosaliricos.blogspot.com/2016/08/el-cuentista-de-cesar-martin-ortiz.html
- José María Cumbreño sobre Cien centavos: http://liliputcontrablefescu.blogspot.com.es/2015/10/baile-del-sol-publica-los-cuentos-de.html
- Artículo en Sierra de Gata Digital: El legado imprescindible de César Martín Ortiz
- César Martín Ortiz en el recuerdo
- Emilia Gónzalez Fernández sobre el artículo acerca de César Martín Ortiz publicado en La Gaceta de Salamanca
- Álvaro Valverde sobre César Martín Ortiz: http://mayora.blogspot.com/2010/12/cesar-martin-ortiz.html
- Gonzalo Hidalgo Bayal y César Martín Ortiz
- Ricardo Senabre reseña Paso de contarlo en El Cultural: elcultural.com/Paso-de-contarlo
- Ricardo Senabre reseña Nuestro pequeño mundo en El Cultural: https://elcultural.com/Nuestro-pequeno-mundo
- José Ángel Cilleruelo reseña Cien centavos en Clarín: https://elbalconenfrente.blogspot.com/2017/01/un-dolar-no-es-un-milagro-los-relatos.html
- José Ángel Cilleruelo reseña Necrosfera en El Balcón de Enfrente: https://elbalconenfrente.blogspot.com/2022/08/ideas-del-futuro-en-un-escritor-de.html
- José Ángel Cilleruelo Luz sobre el poeta oculto en Cao Cultura: http://caocultura.com/luz-poeta-oculto/